# Вине (Изер)
Вине (фр. Vinay) — коммуна во Франции, находится в регионе Рона — Альпы. Департамент коммуны — Изер. Входит в состав кантона Сюд Грезиводан. Округ коммуны — Гренобль.
Код INSEE коммуны — 38559. Население коммуны на 2012 год составляло 3987 человек. Населённый пункт находится на высоте от 168 до 580 метров над уровнем моря. Муниципалитет расположен на расстоянии около 470 км юго-восточнее Парижа, 80 км юго-восточнее Лиона, 26 км западнее Гренобля. Мэр коммуны — Лора Бонфой, мандат действует на протяжении 2014—2020 годов.
Динамика населения (INSEE):